# Sosúa
Sosúa is een gemeente aan de noordkust van de Dominicaanse Republiek, zo'n 20 kilometer ten oosten van Puerto Plata op de Atlantische Kustvlakte. De stad werd in 1940 gesticht door joodse vluchtelingen. Ongeveer duizend Joden uit Europa gaven gehoor aan de uitnodiging van generaal Trujillo om daar te komen wonen.
De gemeente behoort tot de provincie Puerto Plata en heeft 51.000 inwoners.
Een bekende plaats is het kitestrand in Cabarete.

## Bestuurlijke indeling
De gemeente bestaat uit drie gemeentedistricten (distrito municipal):
Cabarete, Sabaneta de Yásica en Sosúa.

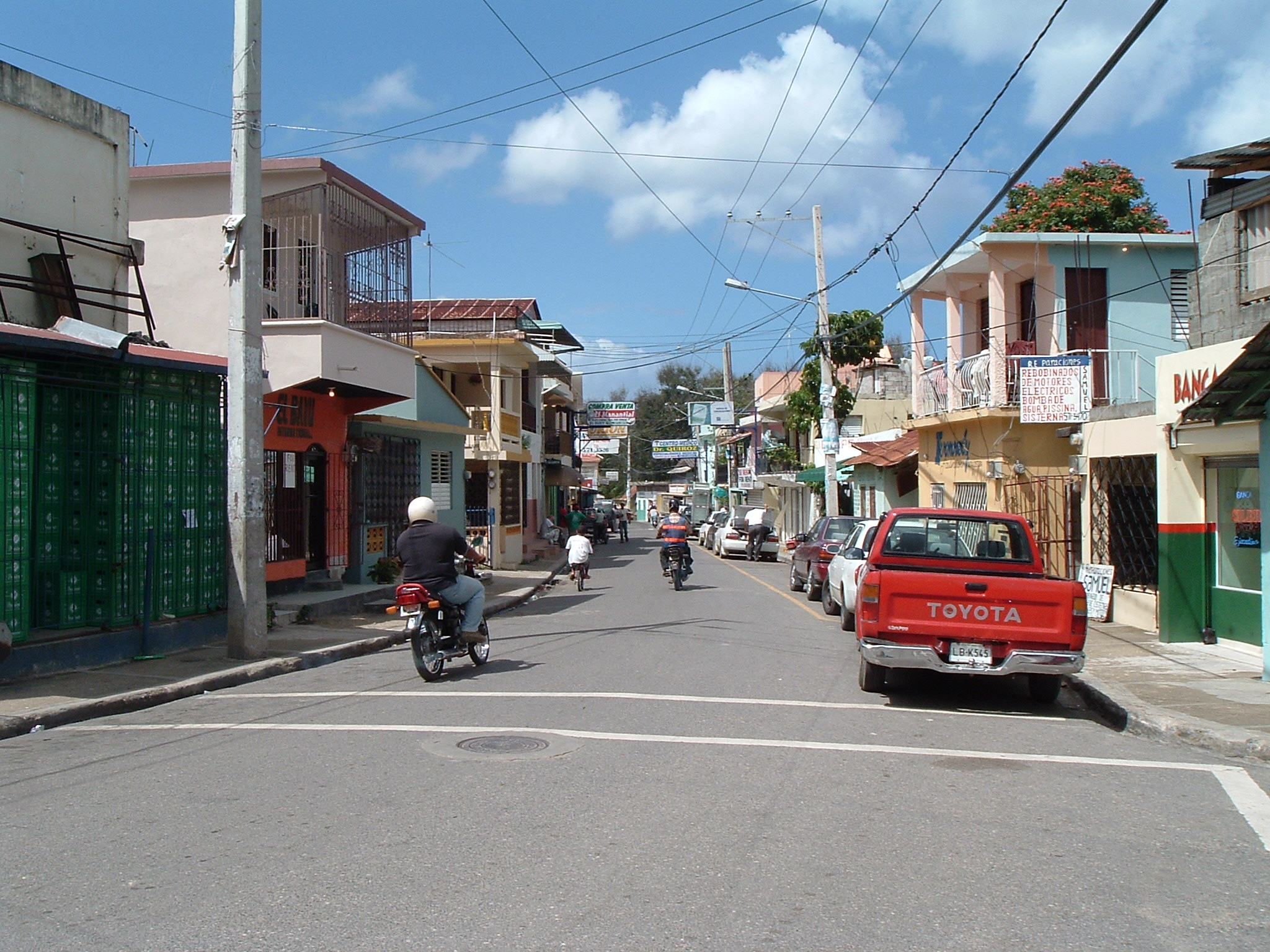
Straatbeeld

- Gemeinsame Normdatei: 4635189-9
- Système universitaire de documentation: 139262245
- Virtual International Authority File: 158288801